# Impronta genetica
In biologia molecolare, si definisce impronta genetica (o fingerprint, o fingerprinting genetico) il profilo derivato dalla applicazione di determinati marcatori molecolari ad un genoma, al fine di renderlo riconoscibile e rintracciabile.
Un marcatore molecolare (genetico) può evidenziare le differenze tra due genomi, in termini di lunghezza di regioni dalle estremità conosciute, o di presenza/assenza di una sequenza nota. La ricorrenza di determinate caratteristiche in genomi diversi può essere usata per definire il grado di imparentamento tra gruppi di organismi.
Il fingerprinting genetico è stato introdotto per la prima volta da Alec Jeffreys nel 1984.
Sir Alec Jeffreys ha identificato una ripetizione in tandem di 33 bp (minisatellite) nell'introne 1 dell'essere umano che codifica per il gene della mioglobina producendo singole "impronte digitali" specifiche (RFLP).
Jeffreys ha usato la tecnica del fingerprint per risolvere casi legali e per dimostrare che Dolly era veramente un clone della pecora donatrice.

## Applicazioni sull'uomo
L'impronta genetica è utilizzata in medicina legale per provare la corrispondenza tra persone sospette e DNA proveniente da campioni di sangue, capelli, saliva, sperma, ecc. È usata anche nell'identificazione di resti umani, nei test di paternità, nella determinazione della compatibilità per il trapianto di organi.
Oltreché nell'ambito della medicina forense, il test del DNA può anche essere utilizzato in forma privata e anonima per verificare la compatibilità genetica di due individui. Negli Stati uniti esiste un diffuso commercio di kit per eseguire il test che vengono recapitati per corrispondenza al domicilio del cliente, il quale provvede a rispedire i campioni ad un laboratorio convenzionato, in attesa dell'esito del test.

Al 2018, il mercato potenziale di questo servizio è stato stimato nell'ordine di alcuni milioni di utenti.

## Applicazioni in agraria
In genetica agraria, si può ricorrere al fingerprinting per certificare la varietà/clone (in associazione con analisi del fenotipo), per risolvere casi di sinonimia, per verificare il successo di un'impollinazione controllata, o la presenza di un elemento a base genetica nota (come potrebbe essere una semente OGM in un campione).
L'applicabilità del fingerprinting dipende dal grado di variabilità genetica propria di una specie coltivata: ad esempio due varietà di melo (specie autoincompatibile e molto variabile) possono essere discriminate da un numero di marcatori molto inferiore rispetto a due varietà di pesco (specie autocompatibile e a ristretta base genetica).